# Atlético Petróleos de Luanda (football)
Pour les articles homonymes, voir Atlético Petróleos de Luanda.
Maillots
Actualités
L'Atlético Petroleos de Luanda est un club angolais de football basé à Luanda.

## Histoire
Le club est fondé en 1980 sous le nom Athletics Petroleus Luanda. Le club a également d'autres sections comme le handball, le basketball ou le volleyball.
Avec 18 titres de champion c'est le club le plus titré en Angola.

## Palmarès
- Coupe de la CAF
  - Finaliste : 1997

- Championnat d'Angola  (19)
  - Champion : 1982, 1984, 1986, 1987, 1988, 1989, 1990, 1992, 1994, 1995, 1997, 2000, 2001, 2008, 2009, 2022, 2023, 2024, 2025

- Coupe d'Angola (15) 
  - Vainqueur : 1987, 1992, 1993, 1994, 1997, 1998, 2000, 2002, 2012, 2013, 2017, 2021, 2022, 2023, 2024
  - Finaliste : 1990, 1991

- Supercoupe d'Angola (6)
  - Vainqueur : 1987, 1988, 1993, 1994, 2002, 2013
  - Finaliste : 1986, 1991, 1992, 1995, 1996, 1998, 1999, 2001, 2003, 2009, 2010

## Personnalités du club

### Anciens joueurs
(voir aussi Catégorie:Joueur de l'Atlético Petróleos de Luanda)

## Bilan saison par saison
| Saison | D1  | Points | Journée | Vic. | Nuls | Déf. | B.P. | B.C. | Diff. |
| ------ | --- | ------ | ------- | ---- | ---- | ---- | ---- | ---- | ----- |
| 2018   | 2e  | 54 pts | 28      | 14   | 12   | 2    | 38   | 15   | +23   |
| 2017   | 2e  | 62 pts | 30      | 20   | 2    | 8    | 46   | 20   | +26   |
| 2016   | 2e  | 64 pts | 30      | 19   | 7    | 4    | 37   | 14   | +23   |
| 2015   | 8e  | 38 pts | 30      | 10   | 8    | 12   | 25   | 29   | -4    |
| 2014   | 5e  | 48 pts | 30      | 20   | 9    | 1    | 39   | 13   | +26   |
| 2013   | 4e  | 49 pts | 30      | 14   | 7    | 9    | 37   | 21   | +16   |
| 2012   | 3e  | 54 pts | 30      | 14   | 12   | 4    | 34   | 17   | +17   |
| 2011   | 3e  | 51 pts | 30      | 13   | 12   | 5    | 46   | 28   | +18   |
| 2010   | 4e  | 50 pts | 30      | 14   | 8    | 8    | 36   | 21   | +15   |
| 2009   | 1er | 58 pts | 26      | 17   | 5    | 4    | 44   | 21   | +23   |
| 2008   | 1er | 58 pts | 26      | 17   | 7    | 2    | 47   | 18   | +29   |
| 2007   | 3e  | 50 pts | 26      | 15   | 5    | 6    | 43   | 25   | +18   |
| 2006   | 2e  | 46 pts | 26      | 12   | 10   | 4    | 32   | 17   | +15   |
| 2005   | 3e  | 48 pts | 26      | 14   | 6    | 6    | 28   | 17   | +11   |
| 2004   | 3e  | 48 pts | 26      | 13   | 9    | 4    | 41   | 18   | +23   |
| 2003   | 2e  | 52 pts | 26      | 16   | 4    | 6    | 41   | 17   | +22   |
| 2002   | 3e  | 51 pts | 26      | 15   | 6    | 5    | 47   | 17   | +30   |
| 2001   | 1er | 57 pts | 26      | 17   | 6    | 3    | 60   | 20   | +40   |
| 2000   | 1er | 63 pts | 26      | 20   | 3    | 3    | 66   | 17   | +49   |
| 1999   | 4e  | 48 pts | 28      | 15   | 3    | 10   | 49   | 23   | +26   |